# Giuseppe Chini
Giuseppe Chini (Rovereto, 24 settembre 1865 – Rovereto, 20 dicembre 1931) è stato uno storico e archivista italiano.

## Biografia

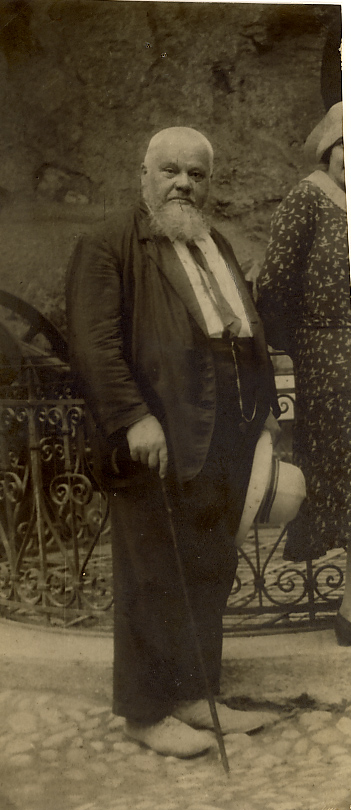
Chini negli anni '30 nel cortile del castello di Rovereto

Nato in una famiglia economicamente modesta, Chini studiò da autodidatta raggiungendo un livello d'istruzione sufficiente per essere assunto, nel 1889, preso la Cassa ammalati di Rovereto; dopo tre anni venne trasferito presso gli uffici del municipio locale, dove sarebbe rimasto fino al pensionamento nel 1929 e dove svolse, tra gli altri, i compiti di archivista, bibliotecario e ufficiale di cancelleria.
Grazie a questo lavoro poté recuperare moltissimi documenti relativi alla storia e alla cultura di Rovereto e della Vallagarina; Chini si occupò principalmente di divulgare tale materiale, spaziando su numerosi argomenti e trasmettendo ai posteri la testimonianza di vari documenti andati poi persi, ma rimanendo sempre su un livello di approfondimento storico scarso, per quanto attento, ed evitando l'elaborazione dei dati raccolti. La sua opera fino al 1914 si concentrò prevalentemente sulla storia locale di epoca medievale, mentre dopo la prima guerra mondiale passò a raccogliere dati e testimonianze relativi al conflitto e all'oppressione austriaca del popolo trentino (collaborando in tal senso con la rivista Alba Trentina fondata da don Rossaro).
Chini era un convinto irredentista, e fondò due società segrete anti-austriache locali, "Tremebondo Leno" e "Pistuzzi", e impiegò i documenti di cui entrava in possesso per effettuare propaganda irredentista. Con l'inizio della prima guerra mondiale Chini (che era suddito austriaco) trasmise diversi documenti riguardanti i movimenti dell'esercito austriaco in Trentino al Centro d’informazione militare del regio esercito di Verona; nel 1915 venne imprigionato a Katzenau per via della sua dissidenza politica, ma dopo la disfatta di Caporetto gli austriaci trovarono alcuni dei documenti che aveva inviato agli italiani, scoprendo la sua attività di spionaggio, per la quale fu prima deportato ad Eferding e quindi imprigionato e processato per tradimento a Innsbruck (da dove venne liberato a fine del conflitto).
Dopo la guerra, promosse il restauro del castello di Rovereto e la fondazione del Museo storico italiano della guerra e della Società di Studi Trentini di Scienze Storiche di Trento, e si impegnò con varie associazioni culturali locali, incluse la Biblioteca civica, la Società Museo civico di Rovereto e l'Accademia degli Agiati.

## Opere
In tutti i suoi anni d'attività (dal 1888 fino alla morte), Chini produsse più di un centinaio di scritti, alcuni dei quali inediti; molti sono in realtà brevi articoli o recensioni pubblicati su diversi giornali e riviste locali (come Vita Trentina, San Marco, Pro cultura, Pro patria nostra, Mente e Cuore, Studi Trentini di Scienze storiche e vari altri). Tra le sue opere maggiori si ricordano:
- Il palazzo municipale di Rovereto, note storiche e descrittive, Rovereto, Tipografia roveretana, 1897.
- La pestilenza del 1630-1634 a Rovereto e dintorni: noterelle di cronaca estratte dal civico Archivio, in Archivio Trentino, vol. 21, 1906.
- Contributo ad una raccolta di iscrizioni del Trentino. Le iscrizioni antiche e moderne d’Isera e paesi vicini, Rovereto, Grandi, 1912.
- I castelli di Vallagarina, Rovereto, Società Dante Alighieri (comitato di Rovereto), 1922.
- Il castello di Rovereto. Noterelle storico descrittive, Rovereto, Mercurio, 1928.
- La Chiesa di S. Maria del Carmelo e le sue lapidi, Rovereto, Mercurio, 1931.
- Le iscrizioni antiche e moderne di Rovereto raccolte ed annotate, in San Marco, vol. 1-3-4-6.